# Arango (Asturien)
Arango ist eines von 15 Parroquias in der Gemeinde Pravia der autonomen Region Asturien in Spanien.

## Sehenswertes
- Das Torhaus (Torre) de Arango

## Dörfer und Weiler der Parroquia
- Allence: 31 Einwohner 2011 43° 28′ 15″ N, 6° 10′ 11″ W
- Arborio (Arboriu): 21 Einwohner 2011 43° 28′ 6″ N, 6° 9′ 5″ W
- Caunedo (Caunéu): 19 Einwohner 2011 43° 27′ 35″ N, 6° 10′ 49″ W
- La Braña: 2011 unbewohnt
- La Fungal (La Xungal): 17 Einwohner 2011 43° 27′ 56″ N, 6° 10′ 29″ W
- Las Tablas: 15 Einwohner 2011 43° 27′ 58″ N, 6° 9′ 22″ W
- Puontevega (Ponteveiga): 34 Einwohner 2011 43° 27′ 46″ N, 6° 10′ 45″ W
- Prada: 14 Einwohner 2011
- Quintana: 62 Einwohner 2011 43° 27′ 50″ N, 6° 9′ 57″ W
- Ribero (Riberu): 5 Einwohner 2011 43° 27′ 57″ N, 6° 10′ 49″ W
- San Pelayo: 4 Einwohner 2011
- Travesedo (Traveséu): 32 Einwohner 2011 - 43° 27′ 51″ N, 6° 11′ 3″ W

## Söhne und Töchter der Stadt
- Jesús Arango Fernández, von 1982 bis 1987 Landwirtschaftsminister von Asturien